# Douera
Douera (în arabă دويرة) este o comună din provincia Alger, Algeria.
Populația comunei este de 56.998 locuitori (2008).